# Oxalis rupestris
Oxalis rupestris är en harsyreväxtart som beskrevs av A. St.-hil.. Oxalis rupestris ingår i släktet oxalisar, och familjen harsyreväxter. Inga underarter finns listade i Catalogue of Life.